# Првенство Финске у рагбију
Првенство Финске у рагбију (енгл. Finnish Championship League) је први ранг рагби 15 такмичења у Финској.

## О такмичењу
Овим такмичењем руководи Рагби савез Финске. У лигашком делу учествује 10 клубова. Утакмице се играју када је лето.
Учесници
- Хелсинки
- Вориорси
- Јивашкила
- Тампере
- Васа
- Купио
- Турку
- Еспо
- Порво
- Пори